# Erwin Sánchez
Erwin Sánchez (Santa Cruz, 19. listopada 1969.) bolivijski nogometni trener i umirovljeni nogometaš.
Erwina Sáncheza se smatra "Boavistinim" najutjecajnijim igračem u razdoblju 1981. – 2006. godine. 
Erwin je bio kapetanom "Boavistine" momčadi koja je otišla u Kupu UEFA sve do poluzavršnice, kada je skoro izbacila škotske velikene, "Celtica". 
Erwin je jedna i od bolivijanskih nogometnih živih legenda, "bolivijski Platini". Igrač sredine igrališta, a bio je vodećim igračem Bolivije, i na izlučnim natjecanjima za nogometno SP 1994. i na završnom natjecanju. 
Bio je i dijelom "Boavistine" momčadi koja je postala prvakom u sezoni 2000./01.
Sánchez je otišao iz "Boaviste" u ožujku 2004. godine, nakon što je nakratko pokušao biti menadžer.
Igrao je i za "Benficu" i "Estoril-Praiu".